# فرودگاه آبی دریاچه کوکینگ/ادمونتون
دریاچه فرودگاه آبی ادمونتون/کوکینگ (به انگلیسی: Edmonton/Cooking Lake Water Aerodrome) یک فرودگاه همگانی است که یک باند فرود آب دارد. این فرودگاه در شهر ادمونتون کشور کانادا قرار دارد و در ارتفاع ۶۵۵ متری از سطح دریا واقع شده است.